# Lijst van rijksmonumenten in Lansingerland
De gemeente Lansingerland, in de Nederlandse provincie Zuid-Holland, telt 17 inschrijvingen in het rijksmonumentenregister. Hieronder een overzicht. 

## Bergschenhoek
De plaats Bergschenhoek telt 6 inschrijvingen in het rijksmonumentenregister..
| Object                                     | Oorspronkelijke functie?  | Bouwjaar                             | Architect    | Locatie              | Coördinaten?                  | Nr.?   | Afbeelding                                 |
| ------------------------------------------ | ------------------------- | ------------------------------------ | ------------ | -------------------- | ----------------------------- | ------ | ------------------------------------------ |
| Boerderij met een stal uit 1884            | Boerderij                 | ca. 1800                             |              | Rottekade 121        | 51° 58' 5" NB, 4° 31' 53" OL  | 516045 | Meer afbeeldingen                          |
| Hek met twee hardstenen pijlers met koppen | Erfscheiding              | derde kwart 19e eeuw                 |              | Rottekade bij 121    | 51° 58' 5" NB, 4° 31' 53" OL  | 516046 | Hek met twee hardstenen pijlers met koppen |
| Boerderij                                  | Boerderij                 | 1874                                 |              | Oosteindseweg 64     | 51° 59' 30" NB, 4° 30' 47" OL | 516048 | Boerderij                                  |
| Schuur                                     | Boerderij                 | derde kwart 19e eeuw                 |              | Oosteindseweg bij 64 | 51° 59' 30" NB, 4° 30' 49" OL | 516049 | Schuur                                     |
| Polderhuis                                 | Bestuursgebouw en onderdl | 1906                                 | Cent Buurman | Bergweg Noord 1      | 51° 59' 14" NB, 4° 30' 0" OL  | 516053 | Meer afbeeldingen                          |
| Watermolen nr. 4 G-gang                    | Industrie- en poldermolen | ca. 1775, gedeeltelijk gesloopt 1915 |              | Rottebandreef 60     | 51° 57' 47" NB, 4° 30' 56" OL | 9336   | Meer afbeeldingen                          |

## Berkel en Rodenrijs
De plaats Berkel en Rodenrijs telt 6 inschrijvingen in het rijksmonumentenregister.
| Object                   | Oorspronkelijke functie?  | Bouwjaar              | Architect    | Locatie          | Coördinaten?                  | Nr.? | Afbeelding             |
| ------------------------ | ------------------------- | --------------------- | ------------ | ---------------- | ----------------------------- | ---- | ---------------------- |
| De Valk: molenaarswoning | Woonhuis                  | eerste helft 19e eeuw |              | Molenweg 111     | 51° 58' 47" NB, 4° 25' 42" OL | 9344 | Meer afbeeldingen      |
| Schutsluis               | Waterkering en -doorlaat  | 1862 (gedenksteen)    |              | Zwethkade bij 2  | 51° 58' 36" NB, 4° 25' 44" OL | 9345 | Meer afbeeldingen      |
| Dorpskerk                | Kerk en kerkonderdeel     | 18e eeuw              | D. van Stolk | Kerksingel 1     | 51° 59' 35" NB, 4° 28' 43" OL | 9346 | Meer afbeeldingen      |
| Dorpskerk: toren         | Kerk en kerkonderdeel     | 15e eeuw              |              | Kerksingel bij 1 | 51° 59' 36" NB, 4° 28' 42" OL | 9347 | Meer afbeeldingen      |
| Dorpskerk: toegangshek   | Straatmeubilair           |                       |              | Kerksingel 1     | 51° 59' 35" NB, 4° 28' 43" OL | 9348 | Dorpskerk: toegangshek |
| De Valk                  | Industrie- en poldermolen | 1772                  |              | Molenweg 109     | 51° 58' 47" NB, 4° 25' 44" OL | 9349 | Meer afbeeldingen      |

## Bleiswijk
De plaats Bleiswijk telt 4 inschrijvingen in het rijksmonumentenregister.
| Object                                                           | Oorspronkelijke functie?  | Bouwjaar                         | Architect | Locatie           | Coördinaten?                 | Nr.? | Afbeelding        |
| ---------------------------------------------------------------- | ------------------------- | -------------------------------- | --------- | ----------------- | ---------------------------- | ---- | ----------------- |
| Hoop Vleit de Landman                                            | Boerderij                 | begin 19e eeuw                   |           | Hoekeindseweg 16  | 52° 0' 26" NB, 4° 31' 45" OL | 9628 | Meer afbeeldingen |
| Ned.Herv.Kerk                                                    | Kerk en kerkonderdeel     | eerste helft 16e eeuw            |           | Kerkstraat 4      | 52° 0' 39" NB, 4° 31' 46" OL | 9629 | Meer afbeeldingen |
| Bleiswijkse Verlaat, schutsluis                                  | Waterkering en -doorlaat  | 1774 (ontwerp)                   |           | Rottedijk bij 14a | 52° 0' 59" NB, 4° 33' 21" OL | 9630 | Meer afbeeldingen |
| Watermolen nr. 1 van de "A-gang" van de Bleiswijkse Droogmakerij | Industrie- en poldermolen | 1772, gedeeltelijk gesloopt 1915 |           | Rottedijk 19      | 52° 2' 10" NB, 4° 33' 44" OL | 9631 | Meer afbeeldingen |

Alblasserdam ·
Albrandswaard ·
Alphen aan den Rijn ·
Barendrecht ·
Bodegraven-Reeuwijk ·
Capelle aan den IJssel ·
Delft ·
Den Haag ·
Dordrecht ·
Goeree-Overflakkee ·
Gorinchem ·
Gouda ·
Hardinxveld-Giessendam ·
Hendrik-Ido-Ambacht ·
Hillegom ·
Hoeksche Waard‎ ·
Kaag en Braassem ·
Katwijk ·
Krimpen aan den IJssel ·
Krimpenerwaard ·
Lansingerland ·
Leiden ·
Leiderdorp ·
Leidschendam-Voorburg ·
Lisse ·
Maassluis ·
Midden-Delfland ·
Molenlanden ·
Nieuwkoop ·
Nissewaard ·
Noordwijk ·
Oegstgeest ·
Papendrecht ·
Pijnacker-Nootdorp ·
Ridderkerk ·
Rijswijk ·
Rotterdam ·
Schiedam ·
Sliedrecht ·
Teylingen ·
Vlaardingen ·
Voorne aan Zee ·
Voorschoten ·
Waddinxveen ·
Wassenaar ·
Westland ·
Zoetermeer ·
Zoeterwoude ·
Zuidplas ·
Zwijndrecht